# Ladislav Kozák (architekt)
Ladislav Kozák, někdy chybně Vladislav, (17. prosince 1900 Čáslav – 5. února 1988 Karlovy Vary) byl český architekt, stavitel a urbanista, mladší bratr architekta Bohumíra Kozáka, se kterým ve 30. letech spolupracoval.

## Život
Architekturu vystudoval na České vysoké škole technické v Praze v letech 1919-1924. Ve třicátých letech pracoval v ateliéru svého staršího bratra Bohumíra Kozáka. Po druhé světové válce pracoval v karlovarské pobočce Stavoprojektu. Zpracoval několik územních plánů. Byl rovněž členem Městského i Krajského národního výboru.

## Dílo
- 1930 - 1931 Ozdravovna Radostín[3]

### spolu s Bohumírem Kozákem
- domy čp. 546-552, 800 a 818, Praha 4 – Krč
- 1934 Husův sbor čp. 1169, Praha 4 – Nusle

### Karlovy Vary
- rekonstrukce domu U Zlatého klíče
- přestavba sanatoria Švýcarský dvůr

### Územní plány
- Ostrov
- Kynšperk nad Ohří
- Chlum nad Ohří
- studie rozvoje lázeňství v Karlových Varech

## Pocty
Čestný člen Svazu českých architektů